# Cylindromyia cylindrica
Cylindromyia cylindrica là một loài ruồi trong họ Tachinidae.